# ボンゴ・フューリー
ボンゴ・フューリー (Bongo Fury) は、1975年にリリースされたフランク・ザッパ率いるザ・マザーズ・オブ・インヴェンション（MOI）とキャプテン・ビーフハート（ドン・ヴァン・ヴリート）のライブ・アルバムである。

## 概要
このアルバムの大部分を占めるライブ演奏は、1975年5月20日から21日にかけてテキサス州オースティンのアルマジロ世界本部 (Armadillo World Headquarters) で録音された。スタジオ音源は1974年の1月、前作『ワン・サイズ・フィッツ・オール』や『スタジオ・タン』の大部分が制作されたセッション期間中に録音された。
本作はザッパの膨大なディスコグラフィ全体の中でも、とりわけ重要な作品の1つとなっている。1974年以降の『アポストロフィ (')』や『ロキシー&エルスウェア』などのアルバムで大々的に活躍していたMOIのメンバーの多くにとって、ザッパとの共演は本作が最後となる。ナポレオン・マーフィー・ブロックは「キャロライナ・ハードコア・エクスタシィ」における3声のハーモニーのみならず、のたうち回るような「アドヴァンス・ロマンス」においてもヴォーカルを務めている。一方、1978年までドラマーとしてザッパのバンドの中核を担っていくことになるテリー・ボジオが初めて参加したアルバムとしても知られる。
キャプテン・ビーフハートは、彼にとってはおそらく唯一となったザッパのバンドとのツアーで、2つの短い詩の朗読「角刈りのサム」「マン・ウィズ・ザ・ウーマン・ヘッド」を含めたいくつかの曲でヴォーカルを披露している。

## 収録曲
いずれもフランク・ザッパ／マザーズとキャプテン・ビーフハートの共演である。#3、#8のみドン・ヴァン・ヴリート作曲、他はフランク・ザッパ作曲である。
1. デブラ・カダブラ ("Debra Kadabra") - 3:54
2. キャロライナ・ハードコア・エクスタシィ ("Carolina Hard-Core Ecstasy") - 5:59
3. 角刈りのサム ("Sam With the Showing Scalp Flat Top") - 2:51
4. ワイオミングの街の二百年祭 ("Poofter's Froth Wyoming Plans Ahead") - 3:03
5. 200イヤーズ・オールド ("200 Years Old" (studio)) - 4:32
6. クカモンガ ("Cucamonga" (studio)) - 2:24
7. アドヴァンス・ロマンス ("Advance Romance") - 11:17
8. マン・ウィズ・ザ・ウーマン・ヘッド ("Man With the Woman Head") - 1:28
9. マフィン・マン ("Muffin Man") - 5:34

## 参加メンバー
- フランク・ザッパ - ギター、キーボード、ヴォーカル
- テリー・ボジオ - ドラム
- ナポレオン・マーフィー・ブロック - サクソフォーン、ヴォーカル
- キャプテン・ビーフハート - ハーモニカ、ハープ、ヴォーカル、パフォーマー、狂気
- ジョージ・デューク - キーボード、ヴォーカル
- ブルース・ファウラー - トロンボーン、ダンサー
- トム・ファウラー - ベース、ダンサー
- チェスター・トンプソン - ドラム（#5、#6のみ）
- デニー・ウォーリー - ヴォーカル、スライドギター

### 製作
- プロデューサー - フランク・ザッパ
- エンジニア - マイケル・ブラウンシュタイン、フランク・フーバッハ、ケリー・コテラ、ケリー・マクナブ、デイヴィ・モイア、ボブ・ストーン、マイク・D・ストーン
- デザイン - カル・シェンケル
- 写真 - ジョン・ウィリアムズ

## チャート
アルバム
- 1975年 - ビルボード・ポップ・アルバム…66位

## ジャケット
ジャケットに使用された写真は、カリフォルニア州ランカスターのフォスターズ・フリーズ（Fosters Freeze）のソフトクリーム屋で、写真家のジョン・ウィリアムスによって撮影された。当地のアンテロープ・バレーの高校の同期生で約20年前の在校中は親友同士だったザッパとビーフハートが、それぞれソフトクリームと紙コップを持って机を挟んで座ってカメラに向かっており、一切の文字が廃されて静謐かつ緊張感が溢れている。ビーフハートの顔の両眼から上は帽子に隠れており、彼の表情は窺い知れない。
ビーフハートが着ているオレンジ色のシャツは男物のはずだが、ボタンは左側についている。オーストラリア盤のジャケットは写真をカットする位置が他国盤のジャケットと異なってザッパの頭上の壁に掲げられた広告ポスターの下部が写っており、"CHOCOLATE SUNDAE"が裏返しになった"EADNUS ETALOCOHC"の文字が見える。これらの証拠から、裏焼きされた写真がジャケットに使用されたことが明らかである。その理由は不明である。